# Witte Molen (Aarschot)
De Witte Molen is een windmolen, gevestigd in Aarschot.     

## Beschrijving
De Witte Molen is een windmolen met ronde vorm, vervaardigd uit baksteen. Het wiekenkruis wordt aangedreven volgens het mechanisme van een bovenkruier. Dit kruiwerk is eerder ongewoon in Vlaanderen. De molen heeft, zoals de naam doet vermoeden, een witte kleur. Het bouwwerk is sinds 1994 erkend als een beschermd monument.

## Geschiedenis

### Plattenbosmolen
Op de plaats waar De Witte Molen staat, stond oorspronkelijk een houten korenwindmolen. Deze standaardmolen, gekend als de 'Plattenbosmolen' werd in 1843 gebouwd in Heist-op-den-Berg. In 1878 werd de molen verplaatst naar Aarschot, onder leiding van landbouwer Josephus Stevens. Tijdens de Eerste Wereldoorlog, bij de slag van Ourodenberg, werd de molen volledig vernield door de Duitsers. De verwoestende brand betekende in 1914 het einde van de Plattenbosmolen.

### Heropbouw
In 1920 werd de molen opnieuw opgebouwd, met bovenkruier in baksteen. In 1925 werden het dak en de wieken toegevoegd, die oorspronkelijk op een molen in Everberg stonden. De omliggende aarden wal werd gedeeltelijk vervangen door een stenen muur. De windmolen bleef in gebruik tot kort na de Tweede Wereldoorlog. Vanaf de jaren 50 werd er overgeschakeld op elektriciteit, en werden de windmolen en maalderij niet langer benut. 

### Witte Molen
In 1953 werd de molen gekocht door de familie Mattheus. De nieuwe eigenaars herstelden de molen, die ondertussen in vervallen staat was geraakt. Zo werden de roeden vernieuwd, en werd de romp volledig wit geschilderd. Vanaf dan kreeg de molen zijn huidige naam. Deze naam werd op de romp aangebracht. Verder werd de resterende aarden wal vervangen door een bakstenen omkadering. Zo transformeerde de Witte Molen van een beltmolen naar een stellingmolen.  
De molen kreeg een nieuwe bestemming en werd omgevormd tot horecazaak "Dancing de Witte Molen". Deze dancing zou later een belangrijke plaats worden voor zanger Rocco Granata. Hij werd hier geïntroduceerd door Jules Nijs, schoonzoon van de toenmalige eigenaars, en handelaar in jukeboxen. De optredens in de Witte Molen betekenden de lancering van Rocco's carrière. In zijn autobiografie verwijst de zanger naar deze zaak: Voordien nog eventjes de sfeer opsnuiven van de optredens in de Witte Molen: de parking stond vol Amerikaanse sleeën met ouders die hun dochters vergezelden. Zij kwamen in wervelende en veelkleurige petticoats dansen en dronken tussendoor een glaasje limonade. De mensen bleven maar naar voren komen: 'Rocco, speel en zing nog eens "Manuela" of "Anema e core".' Daarop konden ze een slow dansen, 'cheek to cheek', en af en toe een kusje stelen...

### Herstel
In het begin van de 21ste eeuw stond de Witte Molen er verwaarloosd bij. Gezien het belang van dit monument voor de stad Aarschot, gingen er meer en meer stemmen op om de molen te restaureren en een nieuwe bestemming te geven. Het onderwerp werd opgepikt door de media en buurtbewoners startten een petitie op voor het herstellen van 'hun' Witte Molen.   
Een eerste initiatief kwam er in 2005. De nieuwe eigenaar, Dirk Nuyts, diende een aanvraag in om een bowling met horecazaak in te richten. Dit idee werd niet gerealiseerd.   
In 2009 werd de Witte Molen opgenomen op de lijst van onroerend erfgoed. Tegelijkertijd besliste de stad Aarschot om de molen te restaureren en functioneel te maken. Om dit te bewerkstelligen, werd er een samenwerking gestart met de nv Primo, die de molen kocht in 2013. In 2018 startte bouwonderneming Adriaens Molenbouw de restauratie. Ook de locatie rond de Witte Molen werd volledig aangepakt. Zo werd er een kmo-zone opgetrokken en ontstond er een winkelcomplex, genaamd "Shoppingcenter Witte Molen". Op 14 december 2020 draaiden de wieken van de Witte Molen voor de eerste keer opnieuw tijdens een korte test van het intern mechanisme.  

### Nieuwe bestemming
In 2020 waren de restauratiewerken van de Witte Molen nog aan de gang. Er werd geen concrete informatie gecommuniceerd over de toekomstplannen. De molen zou opnieuw maalvaardig gemaakt worden, en het stadsbestuur overwoog om de molen toegankelijk te maken voor bezoekers door er een molenmuseum in te richten. Er werd een akkoord gesloten om in de buurt van de Witte Molen een taverne te voorzien.
In december 2020 was de Witte Molen weer maalvaardig.

## Beeldmateriaal

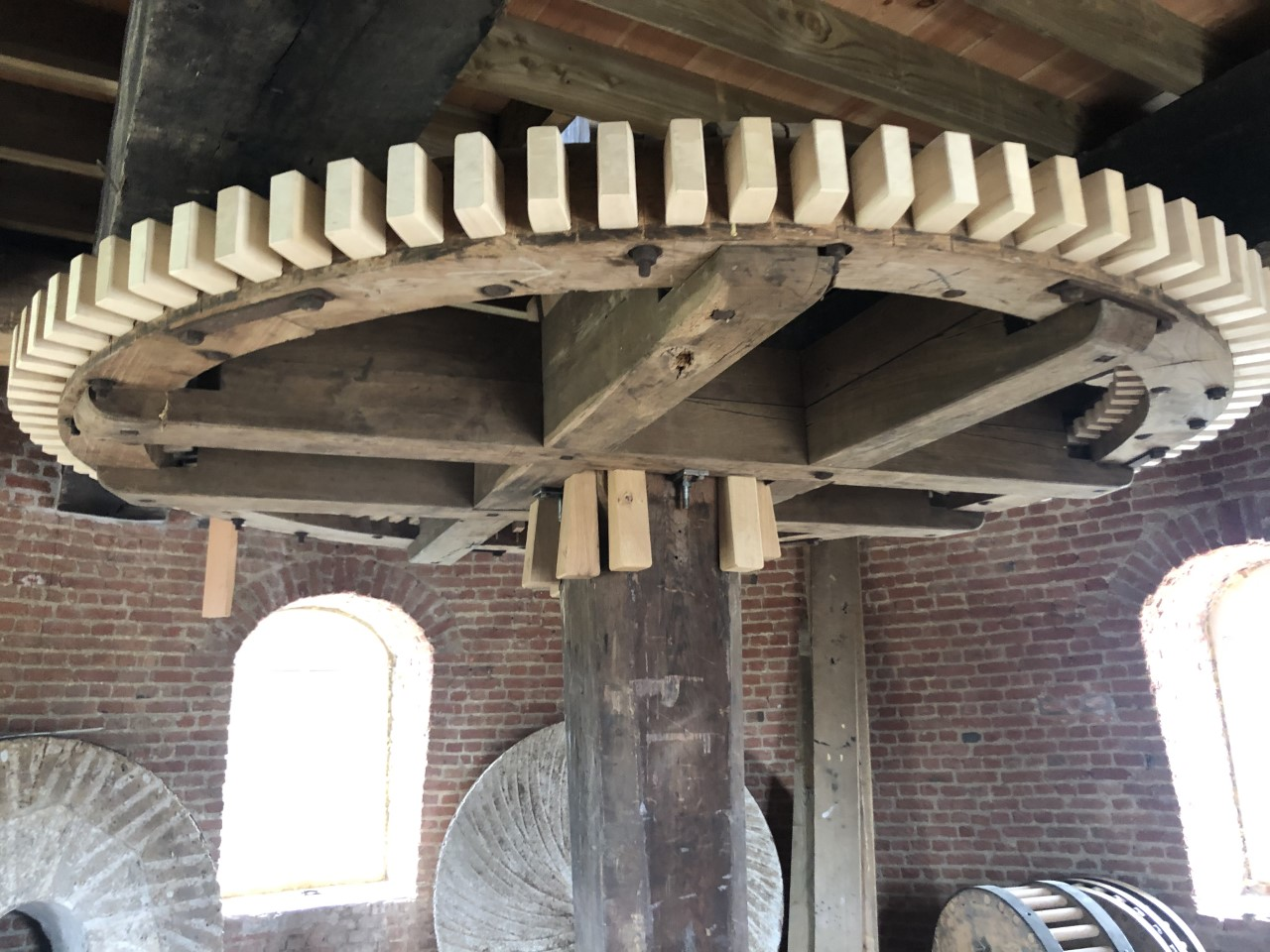
Restauratie 2020
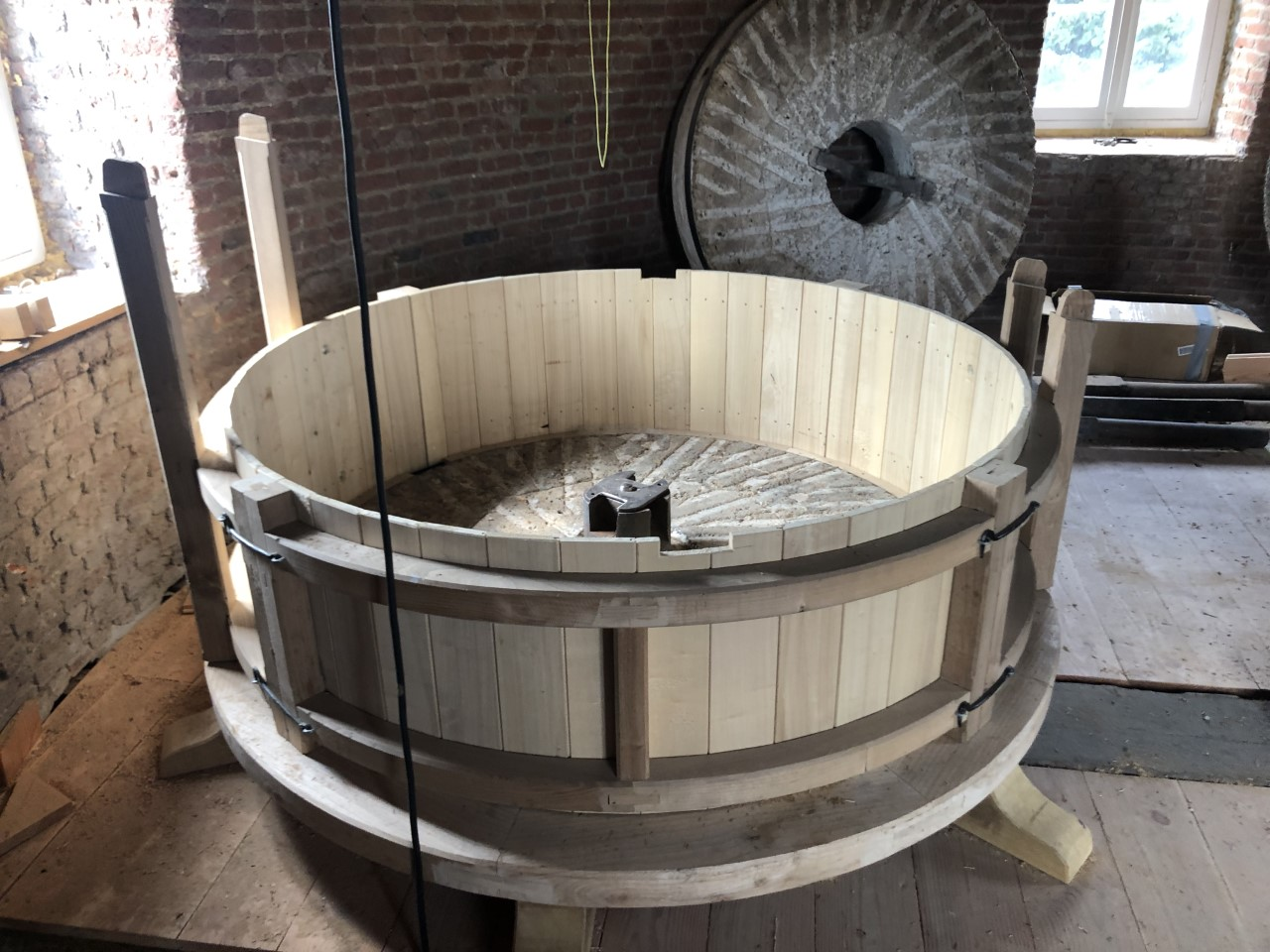
Restauratie 2020
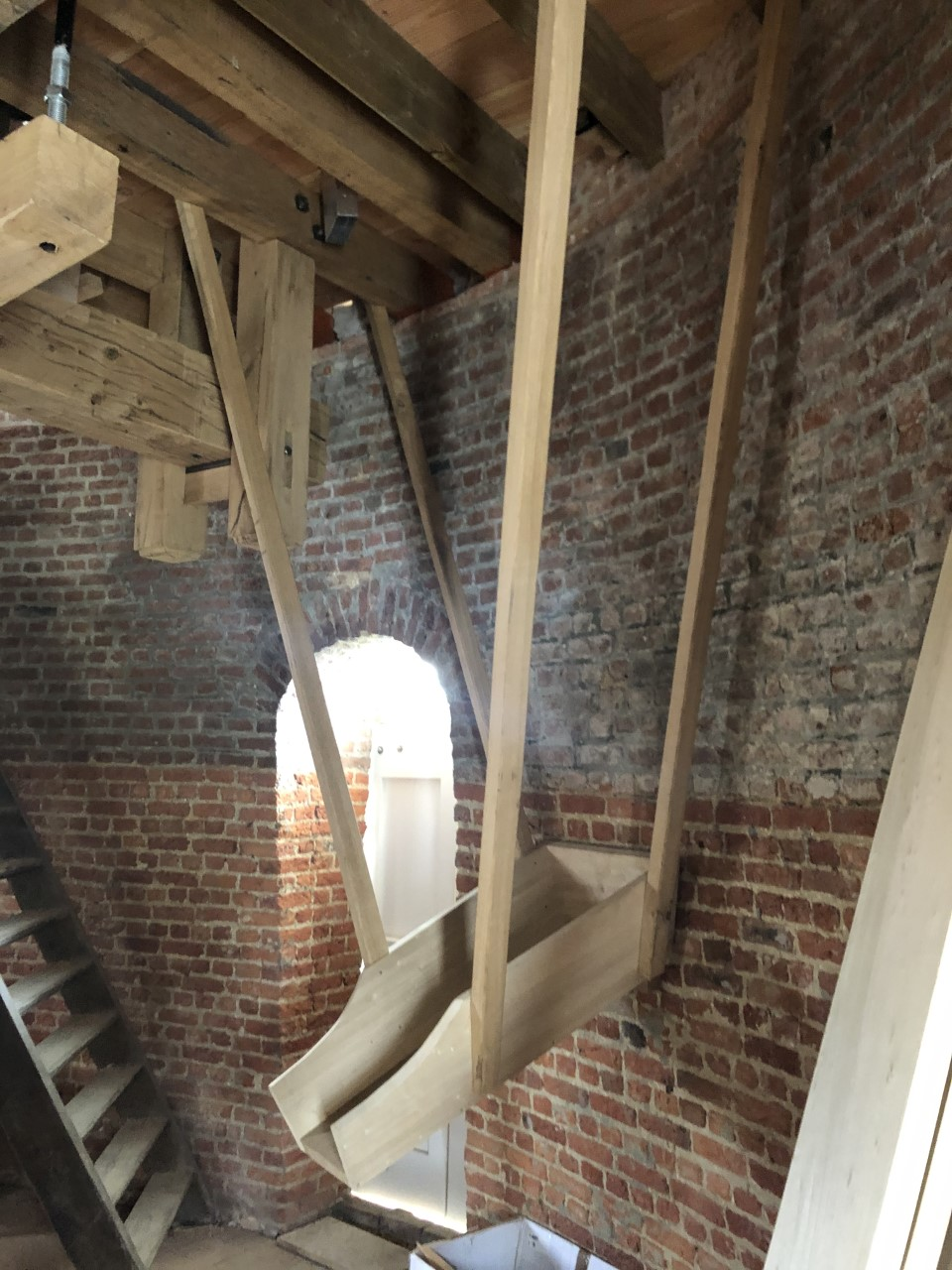
Restauratie 2020
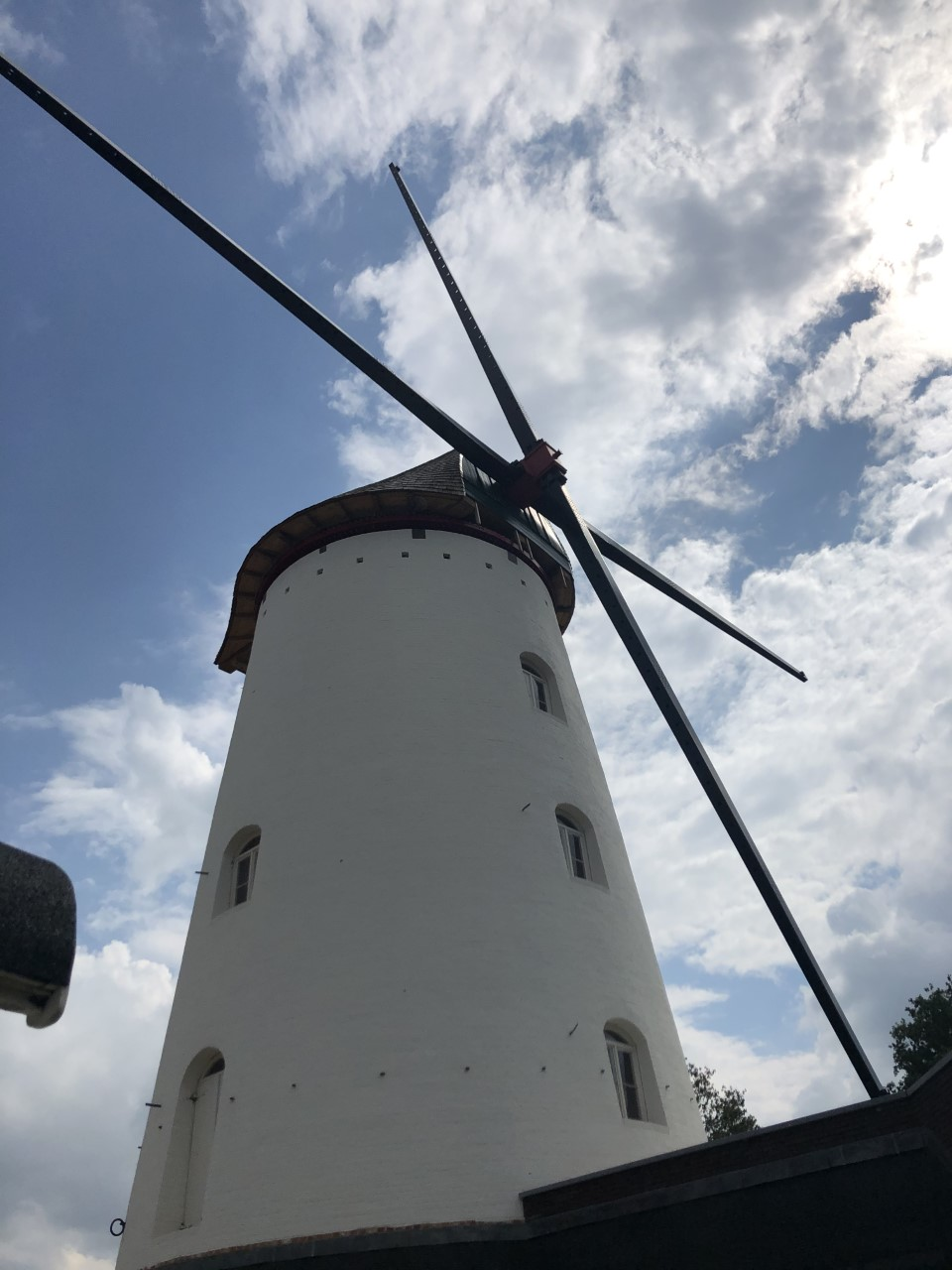
2020
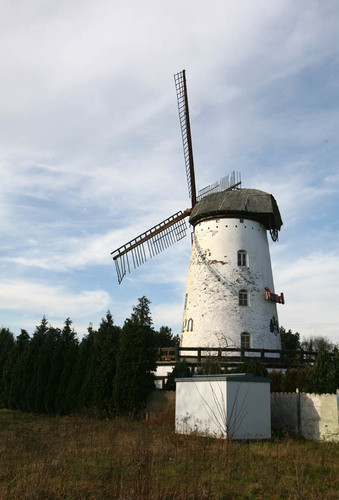
2007
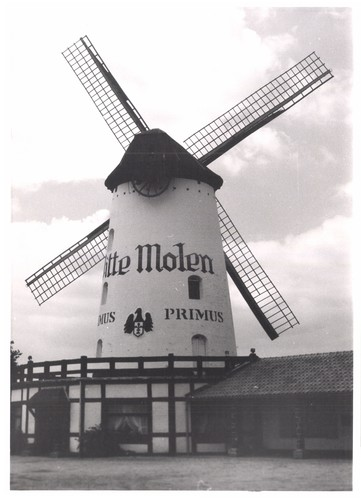
1990
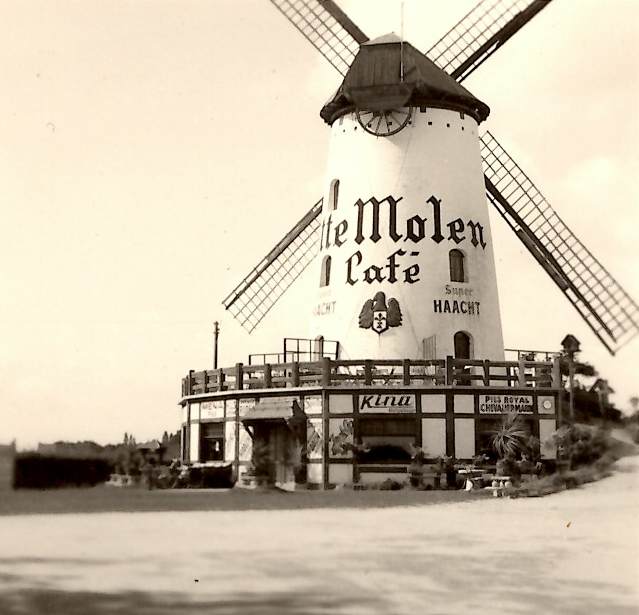
ca. 1959 De Witte Molen